# Linksextrem – Deutschlands unterschätzte Gefahr?
Linksextrem – Deutschlands unterschätzte Gefahr? ist ein 2011 im Verlag Ferdinand Schöningh von den Politikwissenschaftlern Harald Bergsdorf und Rudolf van Hüllen veröffentlichtes Sachbuch. Das Buch trägt den Untertitel Zwischen Brandanschlag und Bundestagsmandat.

## Inhalt
Die Autoren behandeln den Extremismusbegriff unter dem Aspekt des Linksextremismus, da der Rechtsextremismus bereits weitgehend geächtet sei. Einen wichtigen Platz nehmen in dem Buch die personellen und gesellschaftlichen Hintergründe der Akteure ein. Sie gehen zum einen auf unterschiedliche Ausprägungen des Linksextremismus wie orthodoxer Marxismus, Trotzkismus und Maoismus sowie den Anarchismus der autonomen Gruppen ein. Zum anderen beschreiben sie das Verhältnis von Demokratie und Linksextremismus, beispielsweise bei der Partei Die Linke, die sie sowohl als extremistisch als auch als demokratisch einstufen. Unterschiede existieren ihnen zufolge zwischen den Parteimitgliedern im Westen und denen im Osten. Darüber hinaus stellen sie Parteien wie die DKP und die MLPD vor. Der Linksextremismus sei grundsätzlich mit Gesellschaftskritik behaftet und trage einen Willen zum Systemwechsel mit sich. Er bediene sich dabei u. a. Gewalt und Vandalismus. Ferner lasse Linksextremismus bestimmte Argumentationtechniken und linke Agitation in die politische Arbeit einfließen.

## Rezensionen
In der Frankfurter Allgemeinen Zeitung hieß es beim Rezensenten Helge F. Jani zum Buch: Geleitet von einem aufklärerischen Impetus wollen Harald Bergsdorf und Rudolf van Hüllen mit ihrem konzisen Buch über die Denkstrukturen und Handlungsmuster des Linksextremismus informieren. Ihnen kommt es darauf an, die argumentativ-inhaltliche Auseinandersetzung mit Linksextremisten zu fördern und ‚gelassene Entschlossenheit‘ walten zu lassen. Nach Meinung von Jani aber hat das Buch eine gewisse „Schlagseite“, weil das Buch „eher als Streitschrift gegen die PDS-Nachfolgepartei und weniger als eine kompakte Gesamtdarstellung des Linksextremismus“ dafürhalten könne.
Der Politikwissenschaftler und Mitarbeiter im Landesamt für Verfassungsschutz Mecklenburg-Vorpommern, Andreas Fraude kritisierte in einer Rezension für die Bundeszentrale für politische Bildung (bpb), dass „sich nahezu ein Drittel des Bandes der Partei ‚Die Linke‘ widmet, zumal ihr gleich zu Beginn der Ausführungen attestiert wird, weder eine ‚einwandfrei extremistische noch eine klar demokratische Partei‘ zu sein“.
Für Pascal Beucker und Anja Krüger in der Wochenzeitung Jungle World wirke es wie eine „plumpe Kampfschrift gegen die Linkspartei, der mit 64 Seiten das mit Abstand größte Kapitel gewidmet ist.“
In einer Rezension in der Zeitschrift für Politik schreibt der Extremismusforscher Eckhard Jesse: „Die Frage im Titel wird nicht klar beantwortet. […] Allerdings bringen die Autoren Argumente zum wenig demokratischen Charakter der Partei vor. Leider unterscheiden sie nicht zwischen einem harten Extremismus (etwa dem der NPD) und einem weichen (etwa dem der Linken). Dass diese im Kern extremistisch ist, erhellt ihr Grundsatzprogramm. Auch wenn der handliche Band manche Lücken hat […], weist die instruktive Übersicht nahezu ein Alleinstellungsmerkmal auf. […] Das Thema Linksextremismus ist eben nicht en vogue, nicht sexy.“
Der Historiker und Politologe Friedrich Burschel, Referent für Neonazismus und Strukturen/Ideologien der Ungleichwertigkeit bei der Rosa-Luxemburg-Stiftung, bezeichnete das Buch als „Verfassungsschutzwissenschaftsjournalismus“, in dem die „Grenzen zwischen Wissenschaftsfreiheit und beamtetem Verfolgungsauftrag […] verwischen“, da beide Autoren langjährige Mitarbeiter im Thüringer Innenministerium bzw. beim Bundesverfassungsschutz Referatsleiter für „Linksextremismus und Linksterrorismus“ waren.

## Gerichtsstreit
Die Marxistisch-Leninistische Partei Deutschlands (MLPD) und ihr Vorsitzender Stefan Engel reichten im Juli 2012 eine Unterlassungsklage vor dem Landgericht Essen ein. Darin kritisierten die Kläger zehn Äußerungen der Autoren als falsch, verleumderisch und ehrverletzend gegenüber der Partei und Engel selbst. Nach Entscheidung der 4. Zivilkammer des LG Essen sind die Behauptungen, es habe sich um Engel „inzwischen ein massiver, an die Vorbilder Stalin und Mao gemahnender Personenkult entwickelt“ und die Partei betreibe „regelmäßige Säuberungs- und Ausschlusskampagnen“, zu unterlassen. Der Versuch, die streitigen Passagen mittels Verfassungsschutzberichten zu beweisen, scheiterte.
In acht von zehn Punkten wurde hingegen der Beklagtenseite Recht gegeben, etwa bei der Benennung der MLPD als „Sekte“, die das Gericht als zulässige und vom Grundgesetz geschützte Meinungsäußerungen bewertete. Die MLPD trägt daher 51,4 % und Engel 32,4 % der Prozesskosten.

## Keine Überarbeitung und Neuauflage
Ein Teil der Auflage von 1500 Exemplaren ist an die Brandenburgische Landeszentrale für politische Bildung verkauft worden. Nach Angaben einer Verlagssprecherin gegenüber dem Neuen Deutschland wird der Verlag Schöningh das Buch nach dem Gerichtsurteil nicht weiter verbreiten, da sich „eine Überarbeitung […] nicht gelohnt“ hätte.

## Ausgabe
- Harald Bergsdorf, Rudolf van Hüllen: Linksextrem – Deutschlands unterschätzte Gefahr? Zwischen Brandanschlag und Bundestagsmandat. Schöningh, Paderborn [u. a.] 2011, ISBN 978-3-506-77242-8.